# 銀座の女
『銀座の女』（ぎんざのおんな）は、1970年9月15日に発売された森進一の17枚目のシングル。

## 収録曲
- 両楽曲共に、作詞：川内康範／作曲・編曲：曽根幸明

1. 銀座の女（2分56秒）
2. 女の願いよ花になれ（3分27秒）